# Тодд Кантвелл
Тодд Оуен Кантвелл (англ. Todd Owen Cantwell, нар. 27 лютого 1998, Дерегем (Іст-Дерегем), Англія) — англійський професіональний футболіст, півзахисник шотландського клубу «Глазго Рейнджерс».

## Клубна кар'єра
Кантвелл народився в Дерегем (Іст-Дерегем), графстві Норфолк, де відвідував середню школу Нортгейт. Кантвелл вступив до Академії «Норвіч Сіті» у віці 10 років, а в липні 2014 року Кантвелл дебютував у складі збірної Англії U-17 з футболу проти своїх ровесників з збірної Ісландії U-17.  Кантвелл потрапив до списку номінантів на нагороду «гравець сезону» серед гравців Другої англійської ліги у сезоні 2016-17р. У жовтні 2017 року Кантвелл був включений до складу у двох матчах «Норвіч Сіті», але не з'явився на полі не з'явився. Вперше на високому рівні Кантвелл дебютував у січні 2018 року в матчі Кубка Англії проти «Челсі» на «Стемфорд Бридж». У тому ж місяці Кантвелл був орендований «Фортуною» (Сіттард) на залишок сезону. 
Вперше 14 серпня 2018 року Кантвелл з'явився на полі як гравець основного складу «Норвіч Сіті» у рамках  першого раунду Кубка Англійської Ліги у протистоянні з командою «Стівенідж». Надалі у вересні 2018 р. він дебютував за «Норвіч Сіті» вже у Чемпіонаті футбольної ліги, в матчі проти «Редінга». У грудні 2018 року Кантвелл забив свій перший гол на високому рівні під час матчу з «Ротергем Юнайтед», тоді його команда перемогла з рахунком 3:1. 
По закінченню сезону 2018-19 він продовжив контракт з «Норвіч Сіті», оскільки до цього клуб мав з гравцем контракт на один рік. 
В матчі 2 туру Англійської прем'єр ліги 17 серпня 2019 року Кантвелл зробив дві результативні передачі на Теему Пуккі, коли «Норвіч Сіті» переміг «Ньюкасл Юнайтед» з рахунком 3:1. 
У рамках 3-го туру чемпіонату Англії Кантвелл відзначився голом у ворота «Челсі», але його команда програла з рахунком 2:3. 
Крім цього матчу Кантвелл також відзначався голом у ворота «Манчестер Сіті», «Евертону» та «Арсеналу».  
Таким чином станом на 4 грудня має у своєму активі 4 голи в 14 матчах.   

## Міжнародна кар'єра
Кантвелл представляв команду юнацької збірної Англії з футболу до 17 років на Чемпіонаті північної Європи з футболу у 2014 році, дебютувавши проти збірної Ісландії  та відзначився голом у нічийному матчі проти Фінляндії. 
30 серпня 2019 року Кантвелл вперше був включений до складу збірної Англії U-21 і дебютував, вийшовши на заміну на 61-й хвилині, замінивши Моргана Гіббс-Уайта під час перемоги у відбірковому матчі до Чемпіонату Європи з футболу серед молодіжних команд над Косово в місті Галл 9 вересня 2019.

## Досягнення
«Норвіч Сіті»
- Переможець разом з «Норвіч Сіті» у Чемпіонаті Футбольної ліги : 2018–19[4], 2020–21

«Рейнджерс»
- Володар Кубка шотландської ліги: 2023-24